# Тиханьи, Кальман
Кальман Тиханьи (венг. Tihanyi Kálmán; 28 апреля 1897 — 26 февраля 1947) — венгерский физик и изобретатель, один из пионеров электронного телевидения, который внёс вклад в развитие и изобретение электронно-лучевых приборов, которые производились компаниями RCA, Loewe и Fernseh AG. Изобретатель первого БПЛА, выпущенного в Великобритании.

## Биография
Изучал электротехнику и физику в университетах Пожони (ныне Братислава) и Будапешта. Изобрёл систему электронного телевидения, которую назвал «радиоскопом»: заявление на патент содержало 42 страницы описания изобретения и принципов его производства, ныне включено в программу ЮНЕСКО «Память мира». Изобретение Тиханьи было схоже с электронно-лучевой трубкой (в том числе в плане наличия приёмника и передатчика), но имело свои радикальные отличия. Оно было создано по «принципу хранения»: поддержание фотоэмиссии от светочувствительного слоя детекторной трубки приводило к накапливанию зарядов и хранению некоего изображения в виде электросигналов. Изобретение было схоже с иконоскопом Владимира Зворыкина.
В 1928 году Европейское патентное ведомство выдало изобретателю патент «Улучшения в устройстве телевизора». Тиханьи, подававший две заявки на патент, расширил действие немецкого патента на Францию, Великобританию, США и другие страны. В том же году он прибыл в Берлин, где уже началось развитие механического телевидения с использованием диска Нипкова: аппараты производились Немецкой почтой и более крупными производителями. Изобретение Тиханьи приветствовали компании Telefunken и Siemens, которые, однако, всё же предпочли продолжить развивать механическое телевидение.
В 1929 году Тиханьи начал разрабатывать прикладное телевизионное оборудование для военных: он создал камеру для управляемого дистанционно самолёта в Лондоне по заказу Министерства авиации Великобритании, а позже адаптировал её для нужд ВМС Италии. В 1929 году им была изобретена инфракрасная телекамера (прибор ночного видения) для нужд британского ПВО. В 1938 и 1939 годах были подтверждены американские патенты на экран и электронно-лучевые трубки, которыми владели RCA.
В 1936 году Тиханьи описал принцип «плазменного телевидения» и плазменных телеэкранов — фактически он предсказал появление телевизоров с плоским экраном. По описанию Тиханьи, в подобных телевизорах была всего одна «передаточная точка», которая двигалась на огромной скорости за клеток, собранных на тонкой панели экрана. В зависимости от подаваемого напряжения она двигалась бы по разным уровням экрана.
Был близок к антифашистскому политику Эндре Байчи-Жилински, и после захвата власти нацистской Партией скрещённых стрел в 1944 году ушёл в подполье. Умер в 49-летнем возрасте после второго инфаркта.
Дочь — Каталин Тиханьи; в журнале «Technikatörténeti Szemle» она утверждала, что её отец также открыл эффект фотопроводимости, который и имелся в виду под «принципом хранения».